# Піліствере
Пі́ліствере (ест. Pilistvere küla) — село в Естонії, у волості Пиг'я-Сакала повіту Вільяндімаа.

## Населення
Чисельність населення на 31 грудня 2011 року становила 90 осіб.

## Географія
Через населений пункт проходить автошлях 14103 (Еску — Піліствере — Аруссааре). Від села починаються дороги 24101 (Піліствере — Імавере) та 24102 (Піліствере — Кабала).

## Історія
З 7 травня 1992 до 21 жовтня 2017 року село входило до складу волості Кио.

## Видатні особи
У Піліствере народився Андрес Ларка (1879—1942), начальник генерального штабу Естонської армії під час війни за незалежність.